# Sites mégalithiques de la Loire
Cet article présente la liste des sites mégalithiques de la Loire, en France.

## Inventaire
| Monument                   | Type   | Remarque         | Localisation | Coordonnées                      | Illustration                        |
| -------------------------- | ------ | ---------------- | ------------ | -------------------------------- | ----------------------------------- |
| Dolmen de Balbigny         | Dolmen | détruit en 1811  | Balbigny     | à géolocaliser                   |                                     |
| Dolmen de Roche-Cubertelle | Dolmen | Classé MH (1916) | Luriecq      | 45° 27′ 06″ nord, 4° 05′ 20″ est | Dolmen de Roche-Cubertelle, Luriecq |